# العقلة (الضالع)
العقلة هي إحدى قرى الجمهورية اليمنية. وهي تتبع جغرافيًا لمحافظة الضالع. وإداريًا لمديرية الحصين. يبلغ تعداد سكانها 1129 نسمة حسب الإحصاء الذي جرى عام 2004.